# Linyphia clara
Linyphia clara är en spindelart som först beskrevs av Eugen von Keyserling 1891.  Linyphia clara ingår i släktet Linyphia och familjen täckvävarspindlar. Inga underarter finns listade i Catalogue of Life.